# Велимир Шкорпик
Велимир Шкорпик (Бродарица, код Шибеника, 2. април 1919 — Загорје, код Посушја, 7. новембар 1943) био је учесник Народноослободилачке борбе, први командант партизанске ратне морнарице и народни херој Југославије.

## Биографија
Рођен је 2. априла 1919. године у Бродарици код Шибеника. Његов отац Јосип је био чешког порекла. Након средње школе, 1937. је уписао Поморску војну академију, коју је завршио 1. април 1940. године и постао поручник корвете Краљевске југословенске ратне морнарице. Након капитулације Југославије у Априлском рату, 1941. године затекао се у Шибенику. Да не би пао у заробљеништво, торпедним чамцем је побегао у Дивуље, где је потопио чамац и отишао у Сплит, а затим у Загреб. Ту је мобилисан и упућен у Макарску, као морнарички официр Независне Државе Хрватске, да би примио дужност лучког заповедника.
Одмах се повезао с комунистима у Макарској и убрзо формирао групу активиста међу официрима и подофицирима у Лучком заповедништву. Као активан учесник Народноослободилачког покрета (НОП), крајем 1941. године постао је члан Комунистичке партије Југославије (КПЈ).
У условима илегалности, Шкорпик је растурао пропагандни материјал, прикупљао податке о плановима италијанских окупатора и усташа и о свему обавештавао руководство КПЈ у Макарској. По директиви Партије, с двојицом подофицира и оцем Јосипом, пуковником Југословенска војска у пензији, 1. децембра 1942. године напустио је Макарску и пребацио се на слободну територију на Биокову. Претходно је написао Проглас којим је позвао и остале припаднике Лучког заповједништва да се прикључе партизанима.
После десетак дана стигао је у Штаб Четврте оперативне зоне у Гламочу, а 18. децембра је у Босанском Петровцу, водио разговор са Врховним командантом НОВ и ПОЈ Јосипом Брозом Титом о стварању морнарице Народноослободилачке војске Југославије и могућности партизанског ратовања на мору. Истог дана, Врховни штаб НОВ и ПОЈ је наредбом основао Секцију за ратну морнарицу при Штабу Четврте оперативне зоне и за шефа Секције поставио Велимира Шкорпика. Тако је Шкорпик постао први командант партизанске ратне морнарице.
Одмах је приступио оснивању морнаричких станица, а затим и Првог морнаричког партизанског одреда. Посебну пажњу посветио је опремању и наоружавању чамаца и увежбавању кадрова за борбе на мору. Од почетка је тежио да морнарица добије своја обележја и лично је учествовао у изради заставе Ратне морнарице и морнаричке униформе. Већ у децембру 1942. године, биоковски партизани су извели више успешних акција у Брачком каналу, а 31. децембра су запленили пет бродова. Ове акције присилиле су Италијанску команду да приступи организовању бродова у конвоје, који плове кроз овај канал и да их осигуравају ратни бродови.
Када је средином фебруара 1943. године расформирана Секција за ратну морнарицу, Шкорпик је постављен за команданта Првог морнаричког одреда. Одред је одбио неколико покушаја непријатеља да се искрца на обалу Макарског приморја. Почетком марта, Морнарички одред је реорганизован у Биоковски партизански одред, а Шкорпик је постао командант одреда. Половином маја постављен је за начелника Штаба Цетинског одреда. После ослобођења Задварја, у августу 1943. године постао је командант Групе цетинских батаљона. Истакао се у борбама око Триља, Ловрећа и Аржана. После капитулације Италије, септембра 1943. године постављен је за команданта Штаба Обалне команде, којој су биле потчињене флотиле наоружаних бродова средње и јужне Далмације и обалска артиљерија.
Крајем септембра, Обална команда је преименована у Команду флоте наоружаних бродова и Шкорпик је постао њен командант. У октобру је имао значајну улогу у организовању и пребацивању јединица Народноослободилачке војске Југославије с копна на средњодалматинска острва. За кратко време успео је да оспособи јединице флотиле за веће акције и да их организационо припреми за веће борбене задатке на мору у борби против немачких снага. На његову иницијативу, почетком октобра је упућена делегација НОВЈ у Бари на преговоре са Савезницима. Он је у име Четврте оперативне зоне потписао опуномоћење за рад делегације.
Када је, наредбом Врховног штаба, 18. октобра 1943. године, формирана Морнарица НОВ и ПОЈ, Шкорпик је постављен за начелника штаба Морнарице. Ипак, ову дужност није примио, јер је у међувремену постављен за начелника Штаба Треће далматинске бригаде. Почетком новембра је кренуо у Штаб Четврте далматинске бригаде због договора о учествовању у предстојећим борбама. Пролазећи поред села Загорја код Посушја, 7. новембра наишао је на усташе. Покушао је да побегне, али је убијен, опљачкан и закопан покрај пута.
Указом Президијума Народне скупштине ФНР Југославије 8. септембра 1952. проглашен је за народног хероја.
Једна од већих улица у загребачком насељу Трешњевка носи његово име.